# Arhythmorhynchus brevis
Arhythmorhynchus brevis är en hakmaskart som beskrevs av Van Cleave 1916. Arhythmorhynchus brevis ingår i släktet Arhythmorhynchus och familjen Polymorphidae. Inga underarter finns listade i Catalogue of Life.